# Marcel Caplet
Marcel Caplet war ein französischer Hersteller von Automobilen.

## Unternehmensgeschichte
Marcel Caplet gründete 1906 in Le Havre das Unternehmen, das seinen Namen trug, zur Produktion von Einbaumotoren für Boote. Diese Motoren vermarktete er als Triplex. 1908 begann die Produktion von Automobilen, die als Celtic vermarktet wurden. Zwischen 1910 und 1912 wurde auch der Markenname Caplet verwendet. 1913 endete die Produktion.

## Fahrzeuge
Das Unternehmen stellte Modelle mit Vierzylindermotoren her. Ab 1912 standen drei Modelle mit 12 PS Leistung im Angebot. Der Motor war vorne im Fahrzeug montiert und trieb über eine Kardanwelle die Hinterachse an.